# Ping An Finance Center Tower 1
El Ping An Finance Center Tower 1,antes conocido com el Ping An Finance Cemter, es un rascacielos actualmente en construcción el la ciudad de Jinan, en China. El edificio fue diseñado por César Pelli. La construcción comenzó en 2018 y está previsto que termine en 2023. Se espera que tenga 62 plantas y que mida 360 metros.